# Microsoft Media Server
Microsoft Media Server ist ein von Microsoft entwickelter Streaming-Server, welcher Informationen in Form von Multimedia-Streams über das MMS-Protokoll zur Verfügung stellt. Den Computer, auf dem ein solches Programm läuft, nennt man in diesem Zusammenhang „Streaming-Media-Server“.

Microsoft logo and wordmark

## Unterstützte Programme
- Windows Media Player
- Winamp
- MPlayer
- VLC media player
- Songbird
- SUPER
- FStream Mac und Ios App
- RealPlayer